# 百事可樂

曾使用的商标（2003—2006）

曾使用的商标（2008—2014）

曾使用的商标（2014—2023）

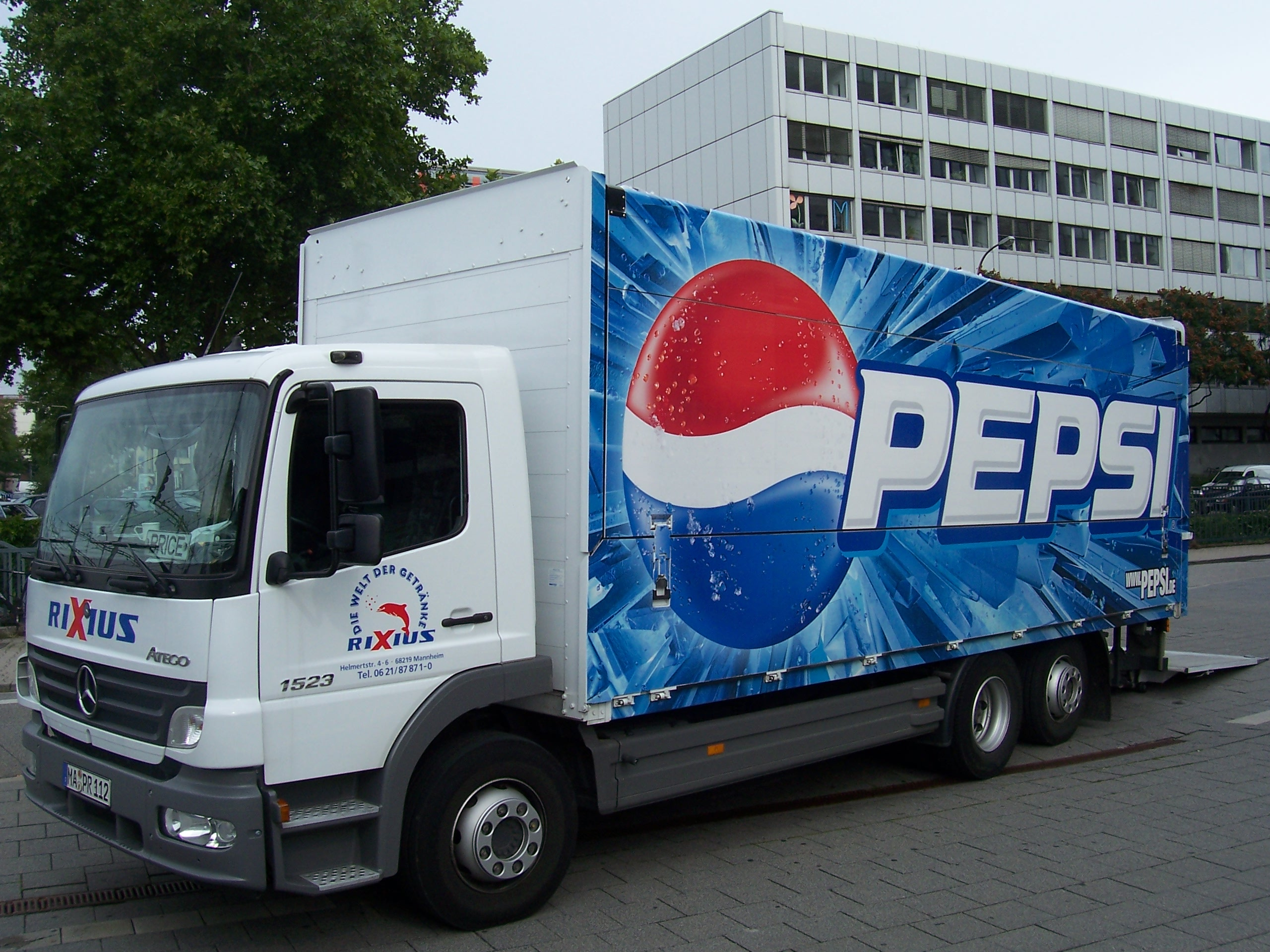
百事可樂運輸車

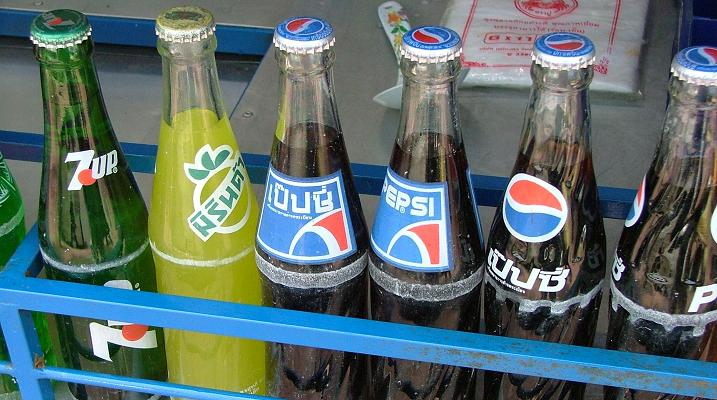
百事、七喜、美年達

百事可樂（英語：Pepsi）是百事公司推出的一種可樂，是可口可樂的主要競爭對手。在全球市佔率上，可口可樂佔据上風；但在加拿大魁北克省、印度，百事可樂銷售量比可口可樂高，是少數能超越可口可樂的地區。在加拿大的法语地区魁北克省，不少說法語的人民均慣飲百事；透過法語明星做代言人，百事在當地的市場地位得以巩固。二十世紀中期，“Pepsi”曾是當地的英語人貶低法語人的字詞。百事可樂的成份包括碳酸水、白砂糖、色素（醬色）、酸度調節劑（磷酸）、咖啡因、調味料。2014年5月5日，百事可乐公司宣布，其旗下所有饮料将放弃使用有争议化学成分溴化植物油。

## 歷史
百事可樂最初於1890年代由美國北卡羅蘭納州一位藥劑師迦勒·布拉德漢姆所造，起初的名字為「布拉德飲料（英語：Brad's Drink）」，該飲料以碳酸水、糖、香草、生油、胃蛋白酶（pepsin）及可樂果（cola nut）製成。布拉德漢姆相信百事可樂因含有胃蛋白酶（pepsin），而幫助消化，有益於健康，後來該飲料在1898年8月28日更名為“Pepsi”，並於1903年6月16日將之註冊為商標。

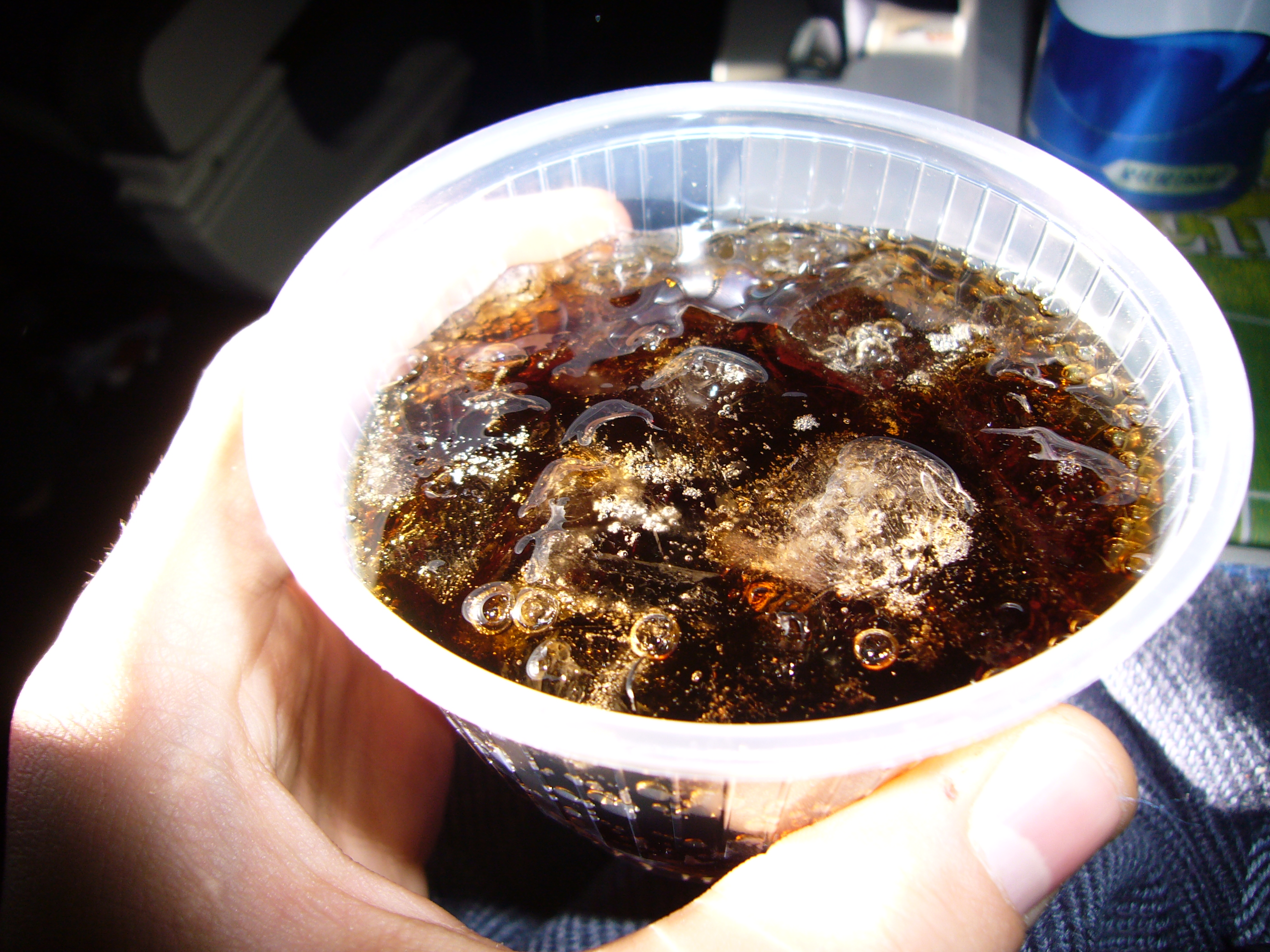
杯裝的百事可樂

該藥劑師在藥房內提供飲品給客戶享用，百事可樂的名氣由此而起。經過17年的成功，布拉德漢姆認為糖的價格會大升，決定拿大量資產用作購買糖。但事與願違，糖價沒有上升，反而下跌，因此蒸發了不少財富，他的百事可樂於1923年宣佈破產。至1931年，百事可樂被Loft糖果公司的主席Charles G. Guth收購，使它能再度在市場上出現。1940年百事可樂推出全國廣告，其廣告主題“Nickel Nickel”頗為流行，還被譯為55種不同語言。百事可樂以再用酒樽來銷售，創下佳績，價格也比可口可樂便宜。因此曾被喻為“低下階層的飲品”，在美國被視為黑人的飲品，加拿大則被說為法語人的飲品。為了改造形象，百事可樂於1950年代大賣廣告，又找來了不少名人作產品代言人，使其銷量直逼可口可樂，但始終沒有超越。在1960年代，百事開始改變策略，以年輕人作賣點，并千方百计打入主要竞争对手可口可乐未曾进入或者经营失败的市场。1959年，作为苏联经济改革的一部分，赫鲁晓夫在莫斯科举行“美国商品展览会”，将百事可乐等美国著名商业品牌引进苏联与东欧市场，自此百事可乐垄断苏联市场长达26年，百事公司也获得了苏联伏特加的代理商资格。

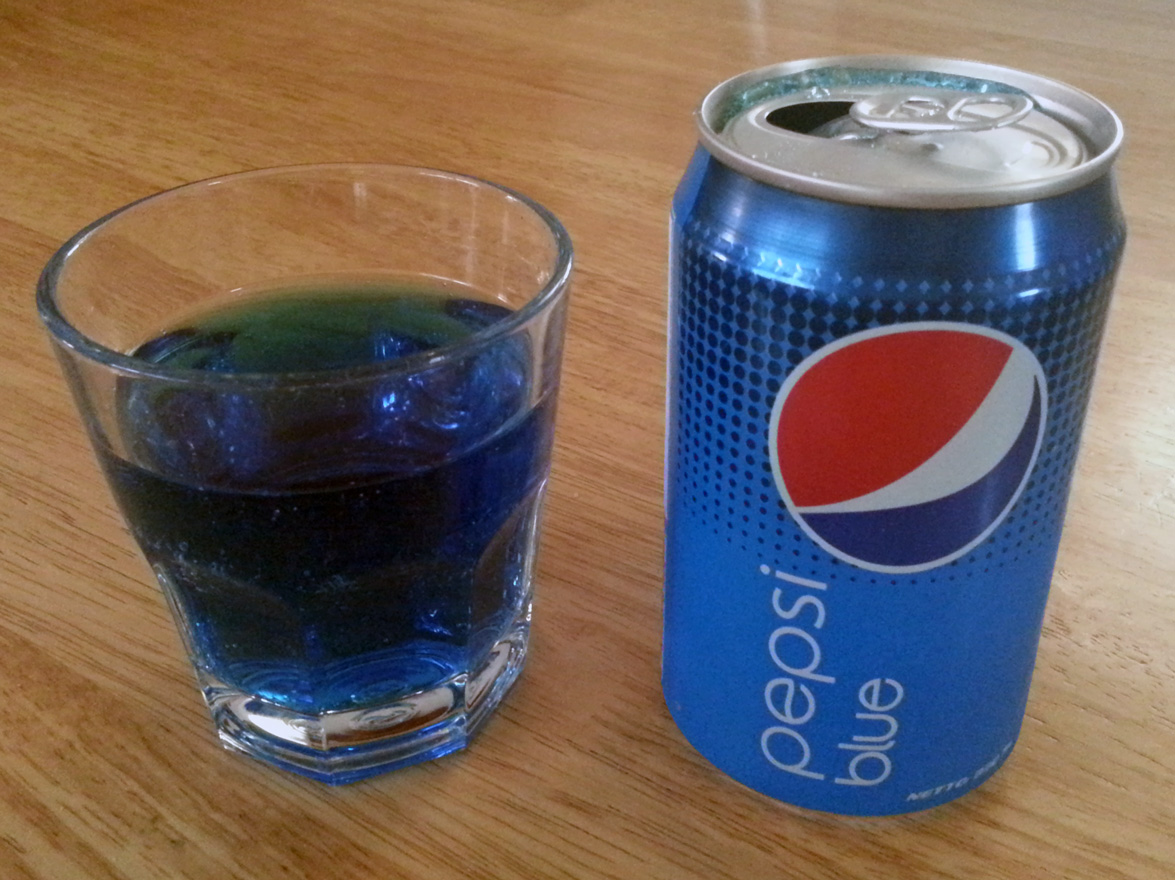
內容物為藍色的Pepsi Blue

1964年，百事可樂開始推出無糖的健怡版。從1980年代開始，百事與可口可樂的競爭進入白熱化，百事推出一系列以挑戰為主題的廣告，使對手銷量下降，可口可樂不甘示弱，推出以“新可口可樂”為主題的廣告。百事在行銷上開始向演藝圈靠攏，砸巨資請來當時全球最紅的流行巨星代言，迄今這仍是百事在行銷上的主要手法，歐美流行樂壇天王天后麥可·傑克森和瑪丹娜就曾經當過代言人。千禧年之後，世界級的運動明星諸如、和等憑著高人氣，也成為百事代言人的首選。
2023年3月，百事公司宣布，要調整流傳百年的配方，官方聲明中表示，可樂的含糖量將會減少57%。目前330毫升容量的百事可樂含糖量為36克，新的配方中將減少僅剩15克，500毫升的瓶裝百事可樂，含糖量則是從53.25克降為22.75克，而2公升容量的百事可樂含糖量則直接從213克剩91克。不過本來就不含糖的Diet Pepsi及Pepsi MAX配方，將保持不變。百事可樂在新配方中，會使用三氯蔗糖和乙酰磺胺酸钾當甜味劑，熱量會比原本低56%。百事公司發言人表示，只有超市、零售店通路所銷售的瓶裝、罐裝可樂會受到影響，如果想要回味高糖汽水，可以到速食店或是酒吧購買。隨著配方重新調整，百事公司還更新營養訊息標籤，以便讓顧客清楚知道含糖量。此消息一出，引發外界譁然，一些消費者表示，用甜味劑代替糖會破壞原本的味道，他們無法忍受這種改變，直接表示要轉向可口可樂。

## 轶闻

### 百事可樂和共和黨
據說美國總統尼克森曾是可口可樂的支持者，但後來居然未能在心儀的可口可樂公司謀得職位，憤而加盟百事可樂，任其公司的律師，後來百事可樂成為共和黨及親共和黨人士的指定氣泡飲料，而民主黨或親民主黨人士的則選用可口可樂為其主要軟性飲料。

## 周边商品

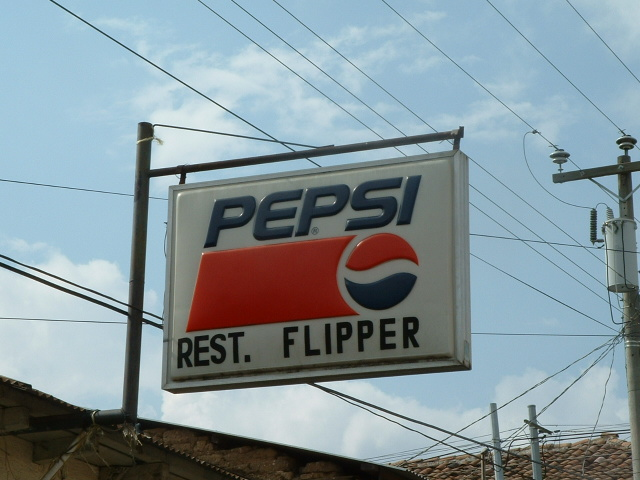
百事餐廳招牌

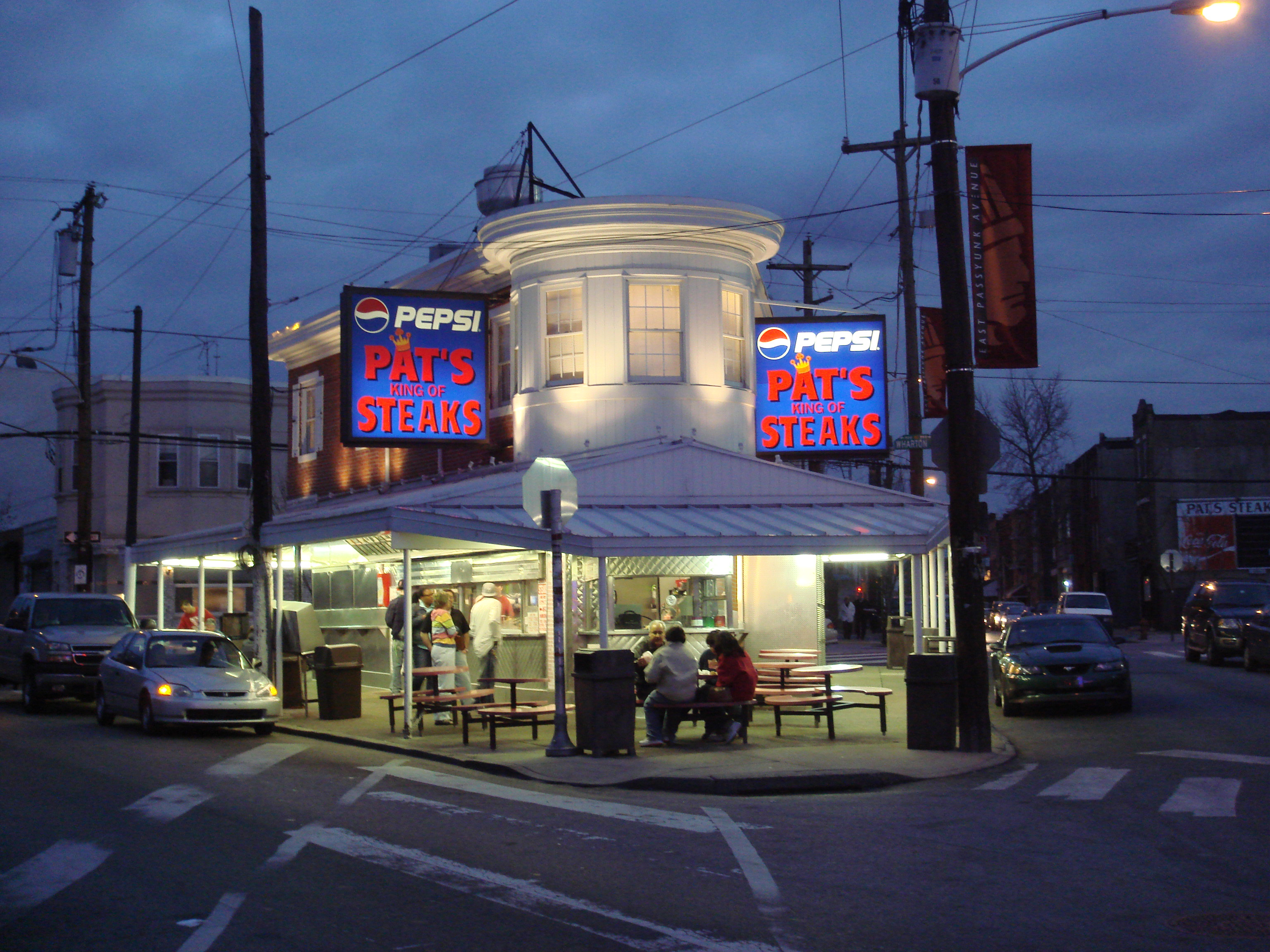
加盟百事的餐廳

百事可乐不光销售饮料，也销售周边运动产品，包括登山包、手表、服装，肯德基的竞争对手必胜客于1977年成为百事可乐集团的产品等。

## 爭議
- 百事與可口可樂被指如長期飲用，對人體健康可能會造成不良影響。有人認為，百事可樂及其他汽水均含有磷酸，長期饮用會造成磷攝取過量、對人體骨質結構造成破壞，产生骨質疏鬆等問題。糖份：過量食用糖份會導致肥胖，更增加患上糖尿病的機會。
- 百事2017年邀名模坎達兒·珍娜（Kendal Jenner）拍攝廣告是自1992年以來繼辛蒂·克勞馥（Cindy Crawford）以後，第二次用模特兒出演百事可樂廣告，但沒想到廣告內容設計使用同性戀、反川普與穆斯林遊行等社會對立敏感議題，並在最後使用百事可樂化解遊行，遭致巨大負評認為把嚴肅議題笑鬧膚淺化，並用民粹來賣飲料，公司決定緊急撤換廣告並對所有演出者道歉。[9]
- 百事2020年邀BLACKPINK成為中國大陸代言人， 之後由於中國大陸網民不接受中國大陸代言人屬於韓國團體，最後公司將blackpink由原本中國大陸更改為亞太地區代言人。

### 兌換戰鬥機
- 1996年，百事可樂為了宣傳而拍了一些「喝百事可樂，贏大獎」（Drink Pepsi, Get Stuff）的電視廣告，就是購買百事可樂可以得到積分換禮物（例如：印有百事招牌的T恤），而其終極大獎居然是一架鷂式戰鬥機，竟然也有人達成兌換大獎條件，但百事却说只是廣告宣傳純屬玩笑，得獎人以此告上法庭称百事詐騙，但最終法庭判百事勝訴，百事之後取消相關的電視廣告。[10]

## 代言人

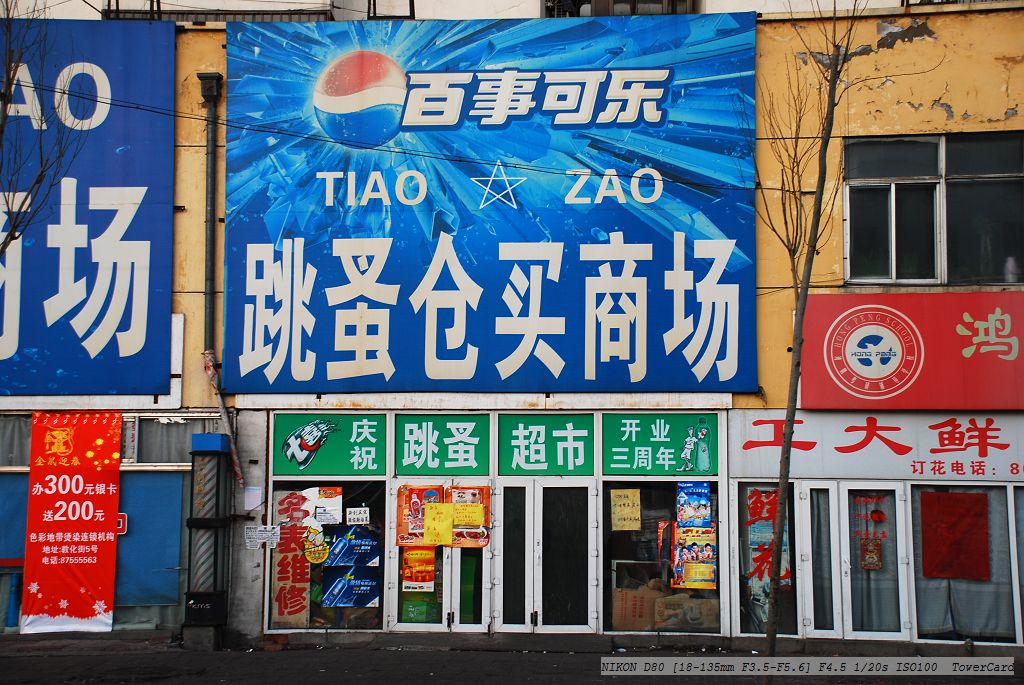
哈爾濱的百事看板

以下是全球曾為百事可樂代言人的名人

### 歐美
- 迈克尔·杰克逊
- 瑪丹娜
- 克莉絲汀·阿奎萊拉
- 碧昂絲
- 粉紅佳人
- 珍妮弗·洛佩兹
- 妮琪·米娜
- 凱里·歐文
- Cardi B

### 亞洲
- 張國榮（1988-1989）
- 刘德华（1993）
- 郭富城 （1998-2004、2014）
- 王菲（1999-2000）
- 陳慧琳（2001）
- 陳冠希（2001-2007）
- 鄭秀文（2002-2004）
- 周杰倫（2002-2007）
- F4（2003-2004）
- 蔡依林（2004-2016）
- 古天樂（2005-2015）
- 謝霆鋒（2005-2007）
- Rain（2005-2007）
- 羅志祥（2008-2016）
- 李準基（2008）
- 黃曉明（2008-2014）
- 阮经天（2011-2012）
- 杨幂（2012-2014）
- 韩庚（2012-2013）
- 吴莫愁（2012-2016）
- 李易峰（2015-2016）
- 邓超（2017-2019）
- 王嘉尔（2017-）
- 周冬雨（2017-）
- 杨洋（2018-）
- G.E.M.鄧紫棋（2019-）
- 蔡徐坤（2021-）
- 肖戰（2022-）
- 納豆（2024-）
- 登陸少年（2025-）

#### 亚太跨区域
- Blackpink（2020-）

## 暫停俄羅斯所有業務
2022年3月8日，因俄羅斯入侵烏克蘭，百事公司發布聲明：「考量到烏克蘭所發生的駭人事件，我們宣布暫停販售百事可樂和我們在俄羅斯的全球性飲料品牌，包括七喜（7Up）和美年達（Mirinda）。」然而，《路透社》于同年9月访问俄罗斯的数十家超市、零售商和健身房后，发现百事可乐的产品继续在当地售卖，最新的印刷生产日期显示8月17日，并且来自位于俄罗斯的工厂。迫使百事公司向《路透社》发表声明，它已正式停止在俄罗斯生产。百事公司发言人在9月8日表示，俄罗斯的所有原料用完后就会停产。这是自3月宣布暂停其在俄罗斯的生产、销售以及促销活动以来，百事公司首次就此事发表公开评论。但当被要求提供有关销售的最新消息时，百事公司拒绝置评。

## 外部網站
- 官方网站